# Lecce
Lecce je italské město v kraji Apulie, hlavní město stejnojmenné provincie. Leží v jihovýchodní části Itálie, ve vnitrozemí, v rovinatém kraji Apulie.

## Památky a významné stavby
Stotisícové město Lecce má řadu významných stavebních památek, především z období baroka, postavených ze zdejšího zlatavého vápence (pro zdejší zdobný styl barokních staveb se používá pojem lecceské baroko). Střed města na náměstí Piazza Oronzo zdobí další ze sloupů označující konec cesty Via Appia, jenž nese bronzovou sochu sv. Oronza, biskupa z Lecce. Dále je tu kostelík San Marco z poloviny 16. století, budova někdejší lóže Palazzo del Sedile a římský amfiteátr z 1. století.
Opodál stojí mohutné Castello ze 16. století s hradbami. Za alejí Luglio pokračuje ulice Via Umberto k baroknímu kostelu Santa Croce, dokončenému v roce 1679, s bohatě zdobeným průčelím a rozetou. V sousedním klášterním komplexu ze 13. století se nachází Palazzo del Governo.
Via Umberto I. zabočuje doleva do ulice Via Principe di Savoia k triumfálnímu oblouku Porta di Napoli, kde stojí překrásný kostel SS. Nicolò e Cataldo z roku 1180. Kostel ve stylu francouzské gotiky dal postavit předposlední Norman Tancredi a vyznačuje se nádherným portálem s arabskými motivy.
Na náměstí Piazza Duomo stojí dóm San Oronzo se sedmdesátimetrovou věží, dále biskupský palác a semináře. Historické centrum uzavírá hradební brána Porta Rudiae.
Zdejší dobrá vína jsou červené a růžové Copertino, Matino a ľAlezio, bílé a červené Leverano a sladké červené Salice Salentino.

## Vývoj počtu obyvatel
Počet obyvatel

## Galerie

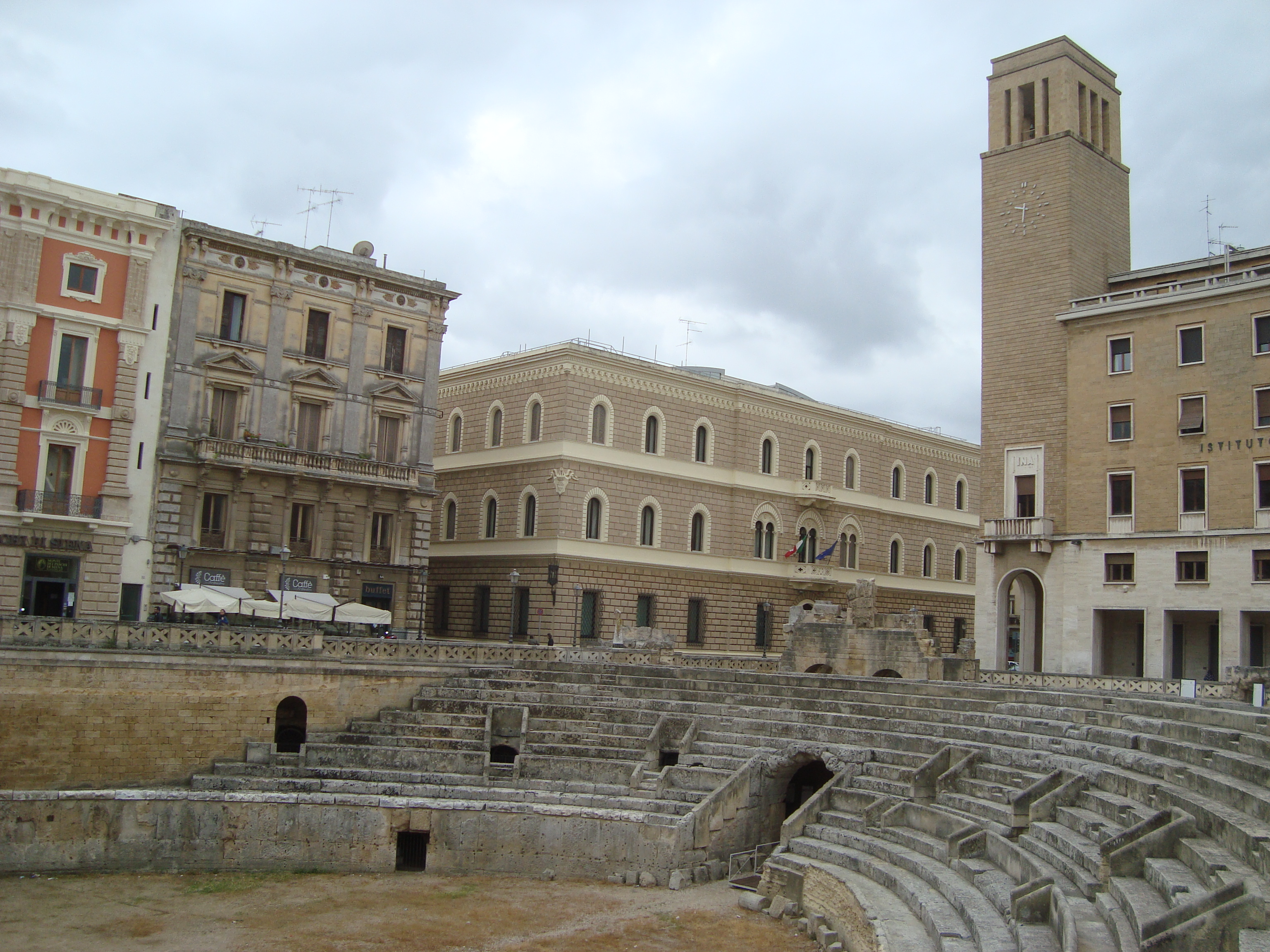
římský amfiteátr, Piazza Sant'Oronzo
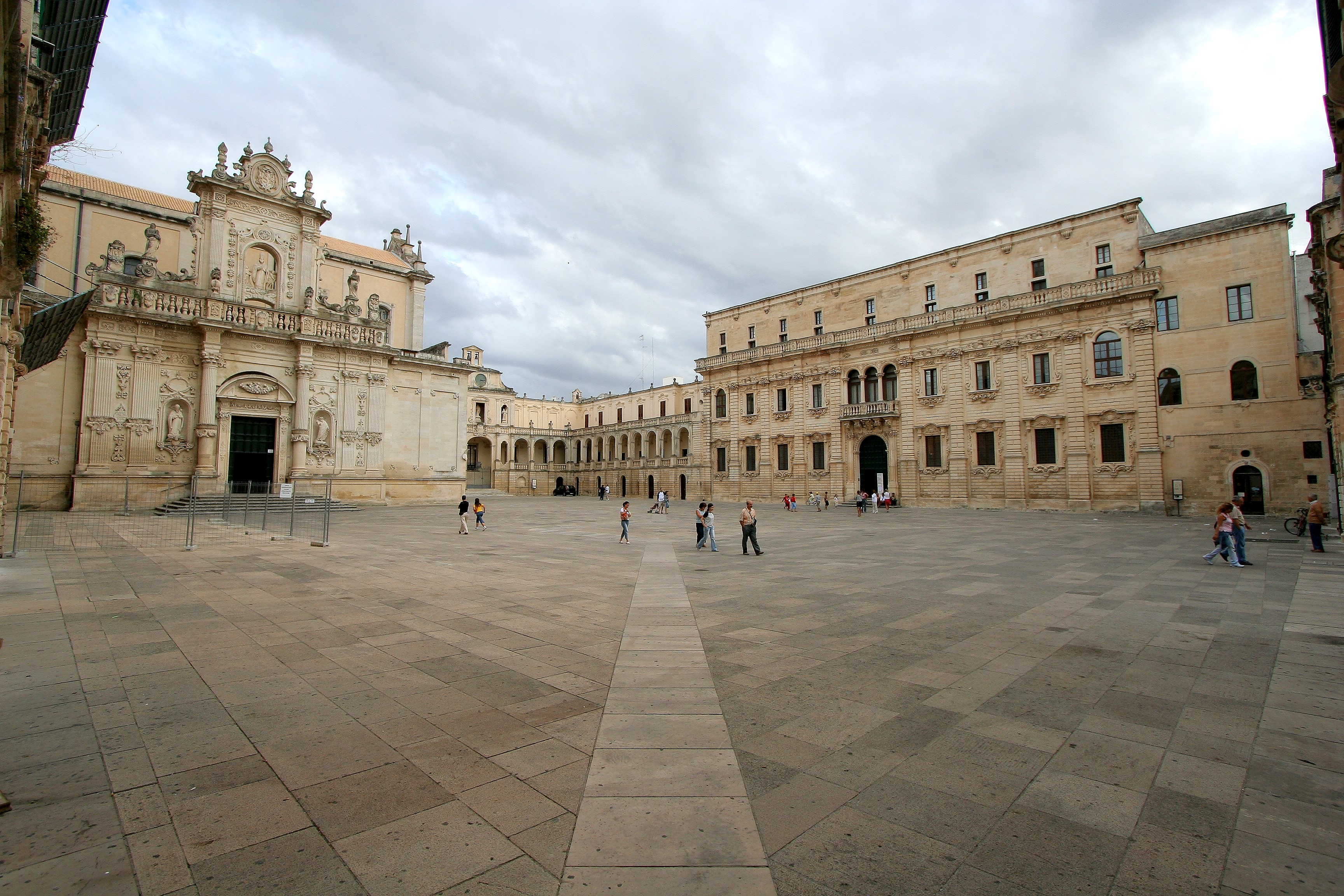
Piazza del Duomo a Duomo di Lecce
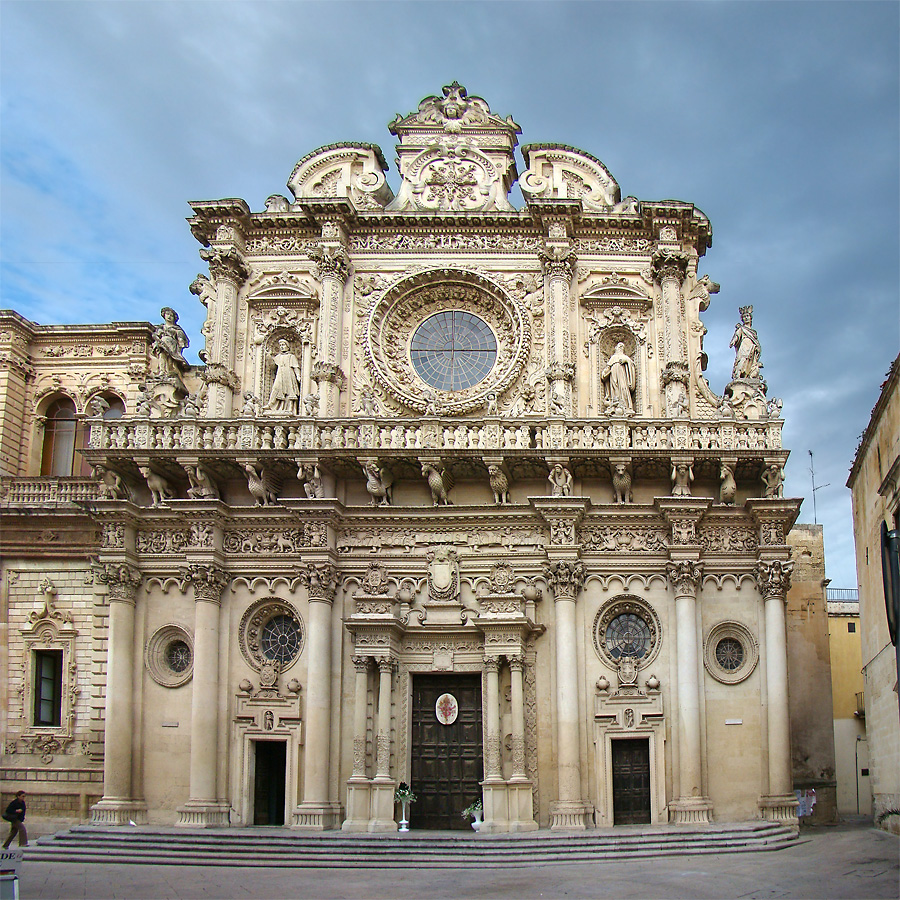
chrám Santa Croce
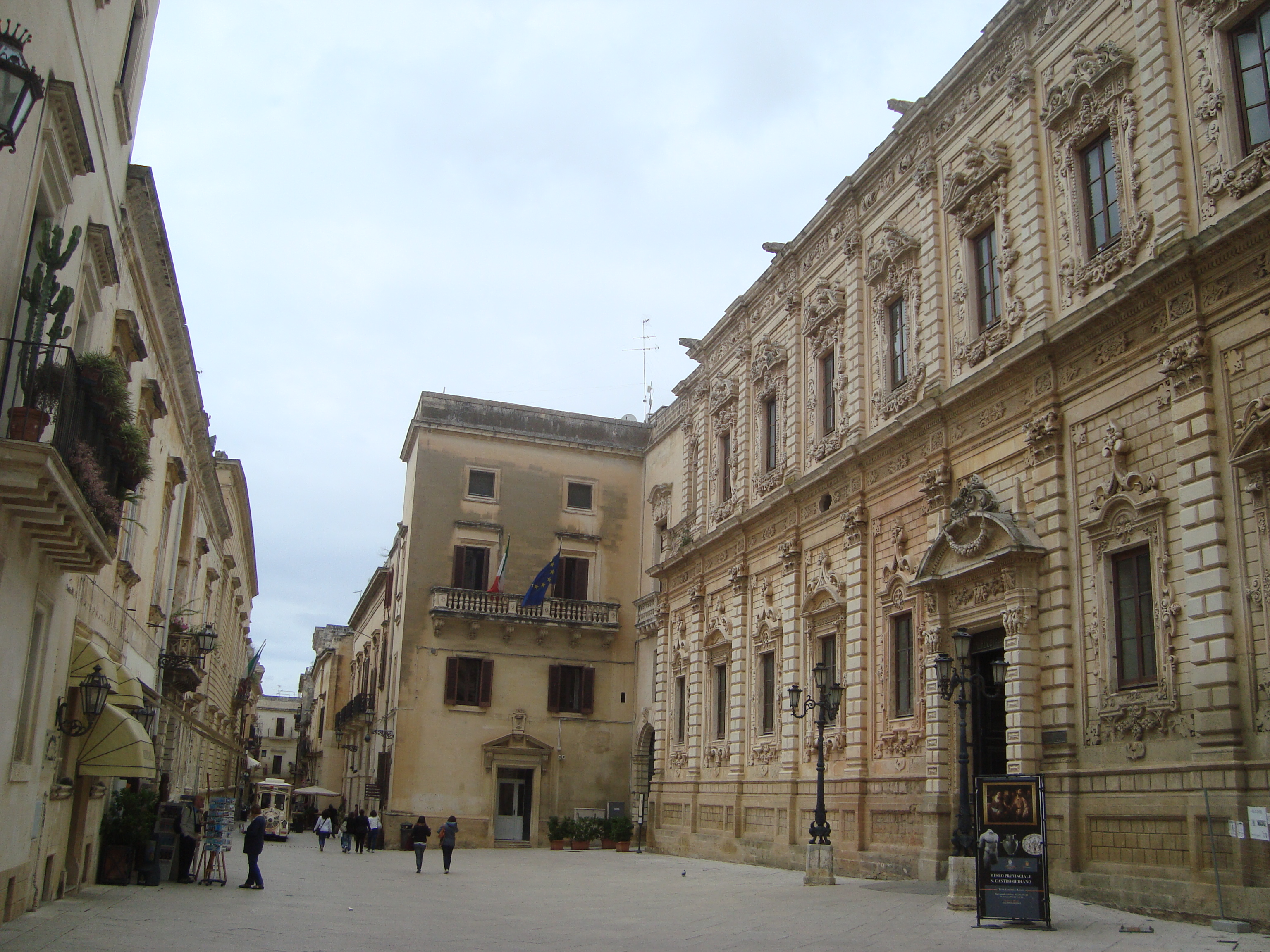
Palazzo dei Celestini na Via Umberto I
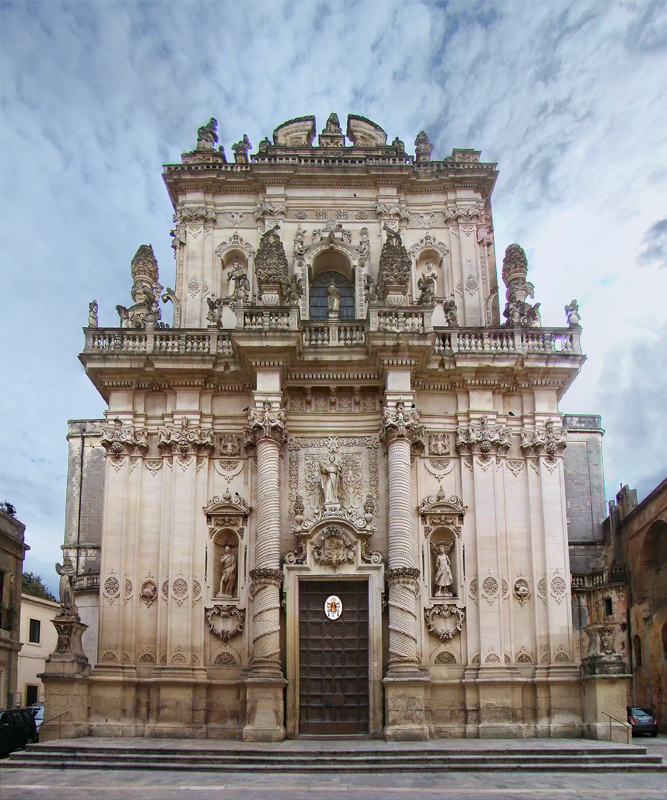
chrám Del Rosario
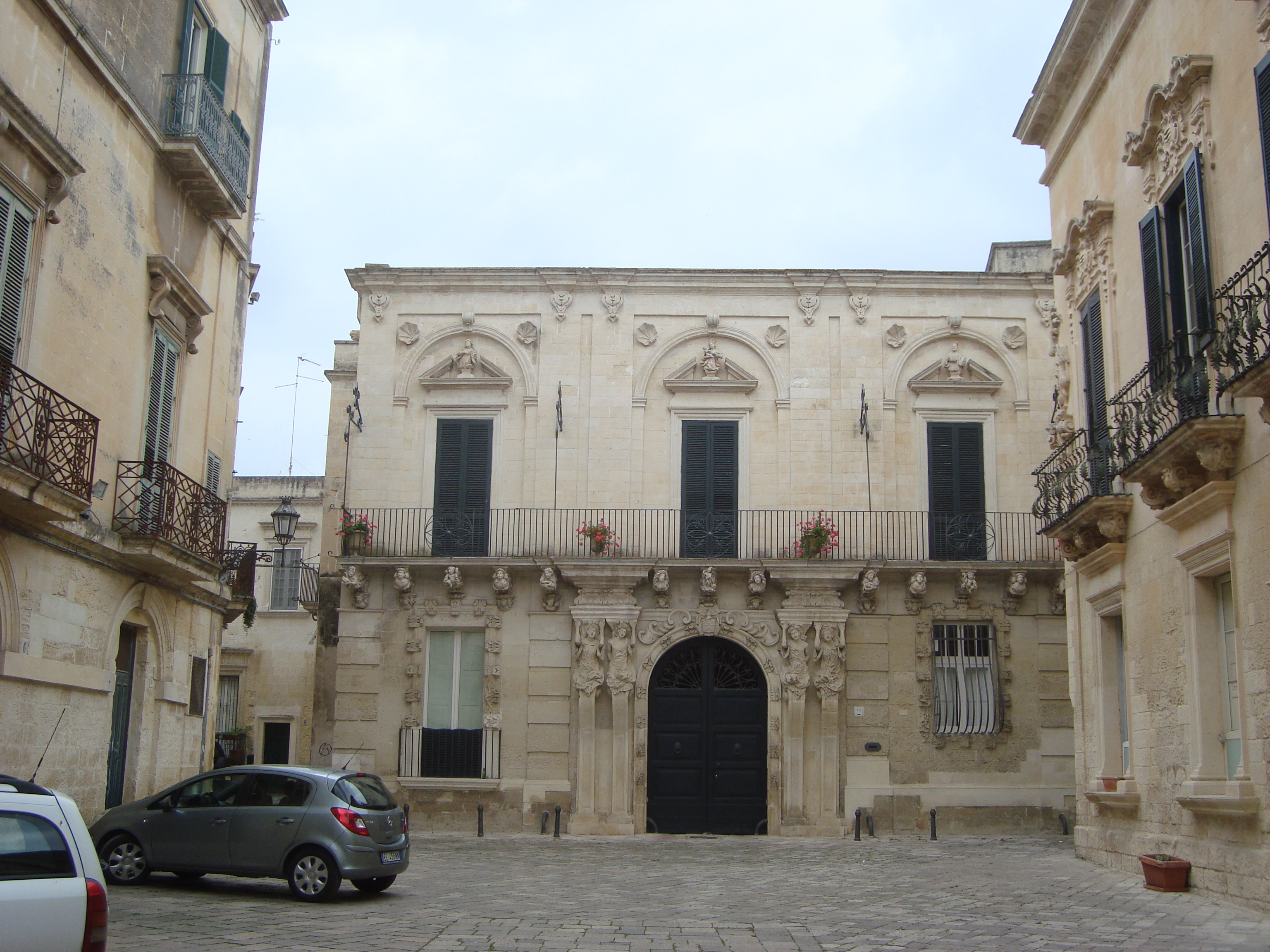
centrum města, Lecce
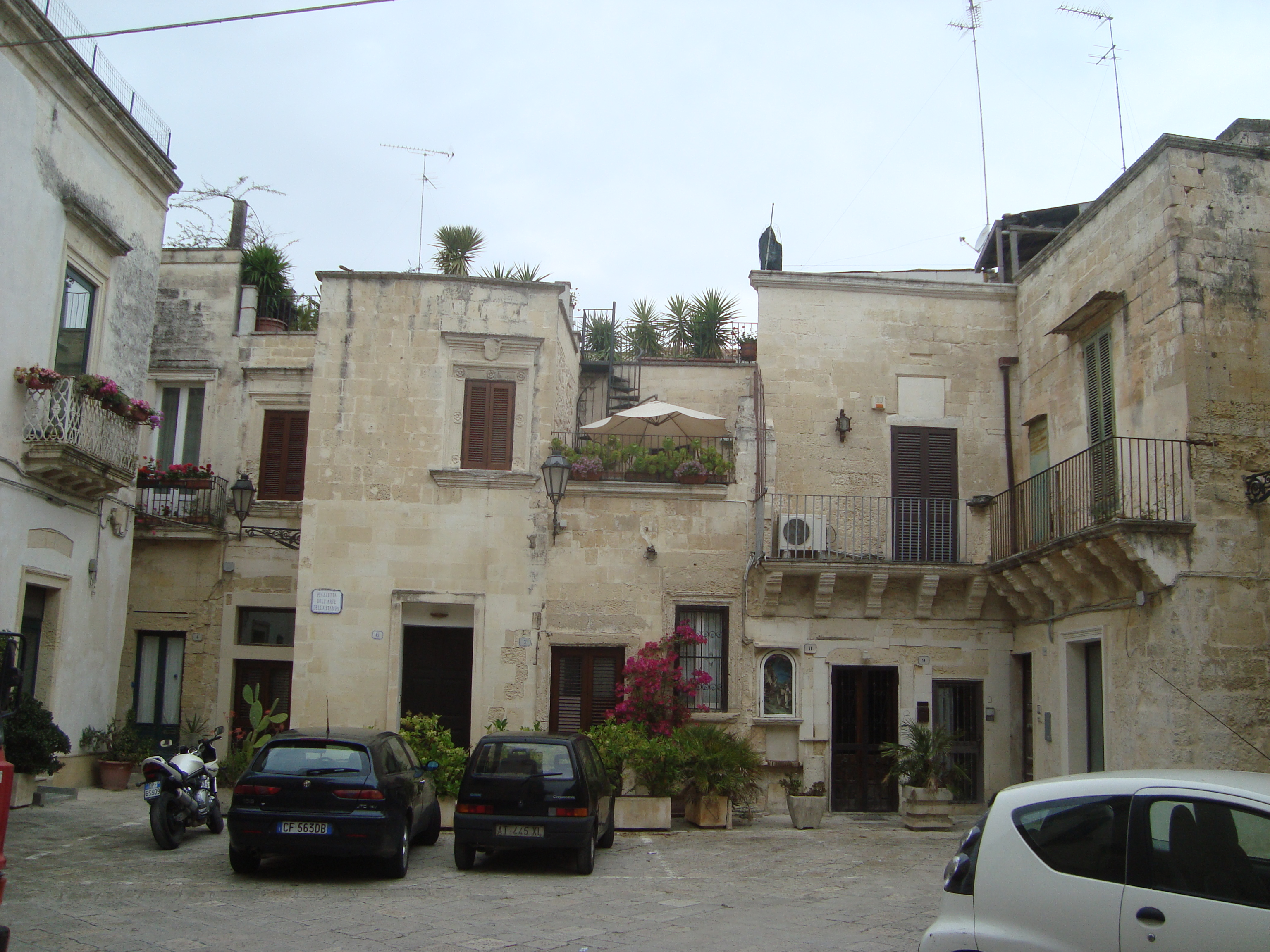
centrum města, Lecce

## Okolní obce
Arnesano, Cavallino, Lequile, Lizzanello, Monteroni di Lecce, Novoli, San Cesario di Lecce, Squinzano, Surbo, Torchiarolo, Trepuzzi, Vernole

## Sport
- US Lecce – fotbalový klub